# Ajuntament (Vilanova de la Barca)
L'Ajuntament és una obra monumentalista academicista de Vilanova de la Barca (Segrià) inclosa a l'Inventari del Patrimoni Arquitectònic de Catalunya.

## Descripció
Edifici de planta baixa i dos pisos, situat com a cap d'una plaça de regust clàssic. Arcuacions a la planta baixa i de dimensions més petites a l'últim pis. Composició simètrica i absolutament racional. Interior amb una gran sala d'acollida que dona pas a una gran escala imperial que distribueix els despatxos al pis principal. Obra arrebossada i fusta.

## Història
Construït després de la guerra però queda destruït el poble.